# Bijeli pelin
Bijeli pelin (Sivkasti pelin; lat.: Artemisia alba), biljka iz roda pelina, porodica Compositae, intenzivnog je mirisa i gorkog okusa. 
U Hrvatskoj za nju postoji više narodnih naziva sivkasti pelin, broda, brodanj i vršikasti pelin.

## Podvrste
1. Artemisia alba subsp. chitachensis Maire
2. Artemisia alba subsp. kabylica (Chabert) Greuter